# 内田鎮家
内田 鎮家（うちだ しげいえ）は、戦国時代から江戸時代初期にかけての武将。戸次氏、立花氏の家臣。家老職・武者奉行を務めた。

## 経歴
相良氏庶流で肥後国山鹿郡内田村(現在の熊本県山鹿市菊鹿町下内田)の日渡城城主・内田氏の子孫にあたる。戸次親家（常陸介）に仕えた内田鎮次（左衛門丞宗高、後に和泉）の次男で分家。戸次氏の家臣であるが、文亀年間以降、大友氏の庇護下にある為に父や兄、甥同様に大友義鎮より偏諱を受ける。
また、大友氏の軍師・蒲池宗碩の高弟で、兵法80余巻の相伝を受けていたとも言われている。
道雪、宗茂の元で数々の戦功を立て、大友義統からも感状をもらった。
戸次道雪から長男・統続に家督及び元来の知行65町（石高1500石ほど）の相続及び加増分の次男、三男への分知を許可されて隠居している。
天正14年（1586年）に、北上侵攻してきた島津氏の攻撃で岩屋城の落城（岩屋城の戦い）後、続いて立花氏の居城である立花城が包囲された際は、偽りの降伏の使者として島津勢へ乗りこみ、時を稼いだ。
島津氏は重臣を人質に出してまで約束を違えまいと降伏を信じたが、この時間稼ぎが功を奏して、豊臣軍の援軍が到着。これを知ると鎮家は、「今までの話は全て時間稼ぎの為の偽りである。自分の役目は果たしたので斬るがよい」と自ら堂々と謀り事を明らかにしたので、豊臣援軍の到着を知った島津の兵に斬られそうになるが、侵攻軍の総大将・島津忠長によって忠臣として称えられ、馬や脇差まで与えられた上、護衛まで付けられて立花城に送り返されている。のち島津家撤退後の追撃戦や8月25日の高鳥居城攻略でも戦功を挙げた。
天正15年（1587年）9月、隠居しながらも肥後国人一揆や文禄の役、慶長の役に参戦し、宗茂が戦略・戦術を練る時に常に兵法による意見を出すという。
慶長5年（1600年）の関ヶ原の戦いでは柳川の城番を勤め、立花宗茂には長男・統続と三男・頼成が同行しているが、大津城攻めの際に統続が戦死し、頼成も10月20日に八院にて戦死している。
立花宗茂が改易され、柳河城が開城した後は、宗茂が熊本藩の加藤清正の許に行くのに同行せずに浪人となって筑前国で生き残った次男・連久と共に隠棲。元和5年（1619年）に牢居中に死去。連久が長男・統続の名跡を相続して柳川に再封された宗茂に仕官して柳河藩士となる。